# Nederlandse Kastelenstichting
De Nederlandse Kastelenstichting (NKS) is een kenniscentrum op het gebied van kastelen en buitenplaatsen. De NKS is opgericht in 1945. De Nederlandse Kastelenstichting doet wetenschappelijk onderzoek naar kastelen, buitenplaatsen en hun historische omgeving. De stichting organiseert jaarlijks het publieksevenement Dag van het Kasteel.

## Geschiedenis
De oprichting van de NKS was een uitvloeisel van Tweede Wereldoorlog. Na de Duitse capitulatie waren vele goederen in beheer genomen door de Staat. In augustus 1945 werd daartoe het Nederlands Beheersinstituut (NBI) opgericht. Onder de geconfisqueerde bezittingen bevonden zich ook landhuizen, buitenplaatsen en kastelen, vaak van families met Duitse wortels. Het NBI was niet toegerust om erfgoed te beheren. Daartoe was een instelling nodig, die het NBI van adviezen kon voorzien.
Op 28 november 1945 werd daarom de Nederlandsche Kasteelenstichting opgericht met als opdracht om het waardevolle culturele erfgoed te behouden voor de toekomst.
De samenwerking tussen NKS en NBI leidde al in 1948 tot frustraties. De NKS sloeg daarom een nieuwe weg in. In plaats van het ondersteunen van eigenaren bij het beheer van kastelen en buitenplaatsen, werd de koers meer in de richting van de bewustmaking van het brede publiek verlegd. Voor de donateurs werden regelmatig excursies georganiseerd naar de kastelen en lezingen gegeven. Hier werden kastelen en buitenplaatsen op wetenschappelijke wijze besproken.

## De NKS als kenniscentrum

### Wetenschappelijk onderzoek
De NKS werkt dagelijks aan het verzamelen, produceren en analyseren van kennis over kastelen, buitenplaatsen en hun historische omgeving. Studenten worden begeleid bij het uitvoeren van onderzoek.
De laatste wetenschappelijke inzichten worden gedeeld in boekenreeksen, wetenschappelijke bundels en een eigen tijdschrift. Ook deelt de NKS haar kennis door lezingen, studiemiddagen en seminars te organiseren. Deze zijn toegankelijk voor een breed publiek.

### Leerstoel middeleeuwse archeologie
Een nog steviger fundament onder de wetenschappelijke kant van de NKS werd gelegd toen in 1965 een leerstoel middeleeuwse archeologie met nadruk op het kasteel in het leven werd geroepen. Prof. dr. Jaap Renaud werd de eerste bijzondere lector aan de Universiteit van Utrecht.

### Dag van het Kasteel
In 2005 vond de landelijke manifestatie ‘Jaar van het Kasteel’ plaats, waarin de NKS de hoofdrol vervulde. Hieruit vloeide de Dag van het Kasteel voort, een dag die sinds 2008 ieder jaar wordt georganiseerd en waaraan tientallen kastelen en buitenplaatsen meewerken.